# Моця Олександр Петрович
Олекса́ндр Петро́вич Мо́ця (*30 травня 1950) — український археолог-медієвіст. Доктор історичних наук (1991).
Професор (1997), завідувач відділу Інституту археології (з 1997), член-кореспондент НАН України (обраний 16 травня 2003).

## Біографія
Закінчив Київський державний університет ім. Т. Г. Шевченка (1967—1972).
У 1972—1974 рр. — служба у лавах Збройних сил.
У 1974—1976 рр. — старший лаборант Археологічного музею НАН України, у 1976—1979 — аспірант, а з 1979 р. — науковий співробітник Інституту археології НАН України (молодший науковий співробітник, старший науковий співробітник, завідувач сектору, завідувач відділу), з 1997 р. — завідувач відділу давньоруської та середньовічної археології.
Лауреат Державної премії України в галузі науки і техніки (2002).
Лауреат премії НАН України імені М. С. Грушевського (2009).
Автор і співавтор понад 270 наукових праць, зокрема монографій «Населення середнього Подніпров'я IX—ХІІІ ст.» (1987), «Населення південноруських замель IX—ХІІІ с.» (1993), «Київська Русь від язичництва до християнства» (1996, співавтор), «Давня історія України» (т.3, 2000, співавтор), «Українська етнічна нація» (2012, співавтор). Також досліджував історію Синьоводської битви.
Викладає у Києво-Могилянській Академії.

## Праці
- Населення Поросся давньоруського часу за даними некрополів // Археологія. — 1979. — Вип. 30;
- Питання етнічного складу населення стародавнього Києва (за матеріалами некрополів) // Археологія. — 1979. — Вип. 31;
- Трупосожжение и трупоположение у славян Среднего Поднепровья: Причины смены погребального обряда // Славяне и Русь (на материалах восточнославянских племен и Древней Руси). — К.: Наукова думка, 1979;
- Княжеские тамги Святослава Игоревича как источник изучения истории древнерусских городов (в соавторстве с О. К. Сыромятниковым) // Древнерусский город. — К.: Наукова думка, 1984;
- Исследования летописного Юрьева на Роси и его окрестностей (в соавторстве с Р. С. Орловым и П. М. Покасом) // Земли Южной Руси в IX—ХІV вв. — К.: Наукова думка, 1985;
- Новые сведения о торговом пути из Булгара в Киев // Земли Южной Руси в IX—ХІV вв. — К.: Наукова думка, 1985;
- Жовнинський могильник XI—ХІІІ ст. (в соавторстве с В. Д. Дяденко) // Археологія. — 1986. — Вип. 54;
- Новгород-Северский (в соавторстве с В. П. Коваленко) // Археология Украинской ССР. — Т. 3. — К.: Наукова думка, 1986;
- Население Среднего Поднепровья IX—XIII вв. (по данным погребальных памятников). — Київ: Наукова думка, 1987;
- Соціально-економічний аспект вивчення слов’янських культур півдня Східної Європи (в соавторстве с Р. В. Терпиловским) // Археологія. — 1987. — Вип. 57;
- Давньоруські пам’ятки поблизу хутора Зелений Гай Сумської області (в соавторстве с О. В. Сухобоковым) // Археологія. — 1987. — Вип. 58;
- Феодалізація чернігівської округи в Х ст. за даними поховальних пам’яток // Археологія. — 1988. — Вип. 61;
- Погребальные памятники VIII—XIII вв. в междуречье Десны и Ворсклы // Проблемы археологии Сумщины. — Сумы, 1989;
- Обряд кремації у стародавнього населення України (V тис. до н. е. — І тис. н. е.) (в соавторстве с В. В. Отрощенко) // Археологія — 1989. — № 2;
- Нові дослідження шляху із Булгара в Київ (попереднє повідомлення) (в соавторстве с А. Х. Халиковым) // Археологія. — 1989. — № 4;
- Путь из Булгара в Киев. Результаты и задачи исследований (в соавторстве с А. Х. Халиковым) // Археологическое изучение микрорегионов: итоги и перспективы. — Воронеж, 1990;
- Срубные гробницы Южной Руси // Памятники археологии Южной Руси. — Киев, 1990;
- Поховання скандинавів на півдні Київської Русі // Археологія. — 1990. — № 4;
- Погребальные памятники южнорусских земель IX—XIII вв. — Киев, 1990;
- Некоторые сведения о распространении христианства на юге Руси по данным погребального обряда // Обряды и верования древнего населения Украины. — К.: Наукова думка, 1990;
- Давньоруська народність // Український історичний журнал. — 1990. — № 7;
- Етнічний склад населення південноруських земель (за матеріалами поховальних пам’яток) // Археологія. — 1992. — № 1;
- Общие закономерности торгово-экономических взаимоотношений Киева и Булгара в IX—XIII вв. // Путь из Булгара в Киев. Казань, 1992;
- Булгар — Киев: один из маршрутов Великого Шелкового пути в эпоху Средневековья // Путь из Булгара в Киев. Казань, 1992;
- Археологічний комплекс пам’яток VIII—XIII ст. біля с. Зелений Гай (результати і перспективи досліджень) (в соавторстве с П. М. Покасом) // Роль ранніх міських центрів в становлении Київской Русі. Суми, 1993;
- Місто і округа в контексті вивчення чернігівського регіону // Старожитності Південної Русі. — Чернігів: Сіверянська думка, 1993;
- Населення південноруських земель IX—ХІІІ ст. (за матеріалами некрополів). — К., 1993;
- Етнічні процеси на території України в давньоруські часи // Старожитності Русі-України. — К., 1994;
- Середньовічний шлях Булгар-Киів (результаты спільних досліджень) (в соавторстве с А. Х. Халиковым) // На честь заслуженого діяча науки Украіни А. П. Ковалівського (1895—1969 рр.). Тези міжнародноі науковоі конференціі, присвяченоі 100-річчю від дня нарождення. — Харьків, 1995;
- Київська Русь: результати та перспективи досліджень // Український історичний журнал. — 1996. — № 4;
- Степень этнической интеграции восточных славян в древнерусское время // Истоки русской культуры (археология и лингвистика). М., 1997;
- Матеріали Журавнівського комплексу в контексті дослідження проблеми давньоруського міста // Історія Русі-України. — К., 1998;
- Протистояння Русі Полю (за матеріалами межиріччя Сули і Сіверського Дінця) // Археологічний літопис Лівобережної України. — 1999. — № 1;
- Замки Київської Русі як соціальний тип поселень // Україна в Центрально-Східній Європі: студії з історії XI—ХVІІІ ст. — К., 2000;
- Київська Русь: етапи формування державної території // Археологія. — 2001. — № 1;
- Етнічні процеси на Русі в часи ранньофеодальної монархії // Магістеріум. — К., 2001. — Вип. VІ;
- З «міфів народів світу»: про час появи східнослов'янських націй // RUTHENICA. — 2002. — Вип. 1;
- Культура «мовчазної більшості» епохи Київської Русі // Україна в Центрально-Східній Європі. — К., 2003. — Вип. 3;
- Південноруські храми (розміщення, розміри, хронологія) // Український історичний журнал. — 2004. — № 3;
- Про відмінності давньоруської Півночі від Півдня // Україна в Центрально-Східній Європі. — К., 2004. — Вип. 4;
- Південні межі Галицького князівства в контексті вивчення південноруського прикордоння // Україна в Центрально-Східній Європі. — К., 2005. — Вип. 5;
- Археологія України: Курс лекцій: Навч. посібник / Л. Л. Залізняк, О. П. Моця, В. М. Зубар та ін.; за ред. Л. Л. Залізняка. — К.: Либідь, 2005. — 504 с. 966-06-0394-0.
- Рівні етнічної самосвідомості давньоруського населення // Український історичний журнал. — 2006. — № 2;
- Моця О. П. Південна «Руська земля». Моногр. / О. П. Моця; Інститут археології НАН України. Київ: Корвін пресс, 2007.
- Як Русь ставала Україною // Terra cossacorum: студії з давньої і нової історії України. — К., 2007;
- Поховання вікінга з Шестовиці (в соавторстве с В. П. Коваленко) // Garðariki, 2007, № 1;
- Южная «Русская земля». — Киев—Сумы: МакДен, 2008;
- «Руська» термінологія в Київському та Галицько-Волинському літописних зводах // Археологія. — 2009. — № 1;
- «Русь», «Мала Русь», «Україна» в післямонгольські та козацькі часи. — К.: Наукова думка, 2009;
- Етнічні процеси в автохтонному середовищі на етапі ранньомодерної та модерної історії України // Український історичний журнал. — 2010. — № 1;
- Шляхи часів Київської Русі: темпи руху «на путехъ» // Археологія. — 2010. — № 2;
- Давньоруський Чернігів (в соавторстве с А. Казаковым). — К.: Стародавній Світ, 2011;
- Синьоводська битва та її наслідки в контексті історії середньовічної Європи // Український історичний журнал. — 2012. — № 2;
- Становлення і розвиток Київської Русі в контексті етногеографічних досліджень // Археологія. — 2012. — № 3;
- «Анти»-«руси»-«українці». Формування ідентичності у слов'ян півдня Східної Європи V—XIX ст. — К.: Наукова думка, 2012;
- Самоідентифікація східних слов’ян у часи Русі // Український історичний журнал. — 2015. — № 1;
- Цивілізаційний крах Переяславського проекту (Україна і Московія: історія співіснування та ворожнечі) (в соавторстве с М. Гореловым и О. Рафальским). — К.: ІПіЕНД ім. І. Ф. Кураса НАН України, 2017;
- «Лінії Володимира» в системі оборони Південної Русі // Україна в Центрально-Східній Європі. — К., 2017. — Вип. 17.